# Château de Bois-Charmant
Le château de  Bois-Charmant, tel qu'il est visible aujourd'hui, remonte essentiellement aux règnes de Henri IV et de Louis XIII. Il est situé aux Nouillers en Charente-Maritime.

## Historique
Le premier seigneur de Bois-Charmant connu est Colin Mauny en 1408.
Une gravure du XVIIe siècle montre le château qui a été peu modifié depuis cette époque.
Le château, par héritages ou ventes, passe de mains en mains, et il existe un état des lieux de 1756, date à laquelle des travaux d'entretien ont été effectués.

## Architecture
Les parties les plus anciennes du bâtiment remontent vraisemblablement au moins au XVe siècle.
Le logis à un étage est encadré par deux tours carrées construites en avancée côté cour d'honneur. Ces tours sont de style Henri IV comme en témoignent les lucarnes et les hauts toits d'ardoises à quatre pans.
Le toit d'ardoises "à la Mansart" du logis est percé de lucarnes à pointes de diamant, motif typique du début du XVIIe siècle.
Un timbre situé dans la basse-cour porte le souvenir du passage du Roi Henri IV. En effet, on distingue nettement sur le rebord et dans le timbre, deux traces de sabots de cheval, marquage destiné à immortaliser dans la mémoire collective le passage de cet hôte prestigieux dans les murs de Bois-Charmant.

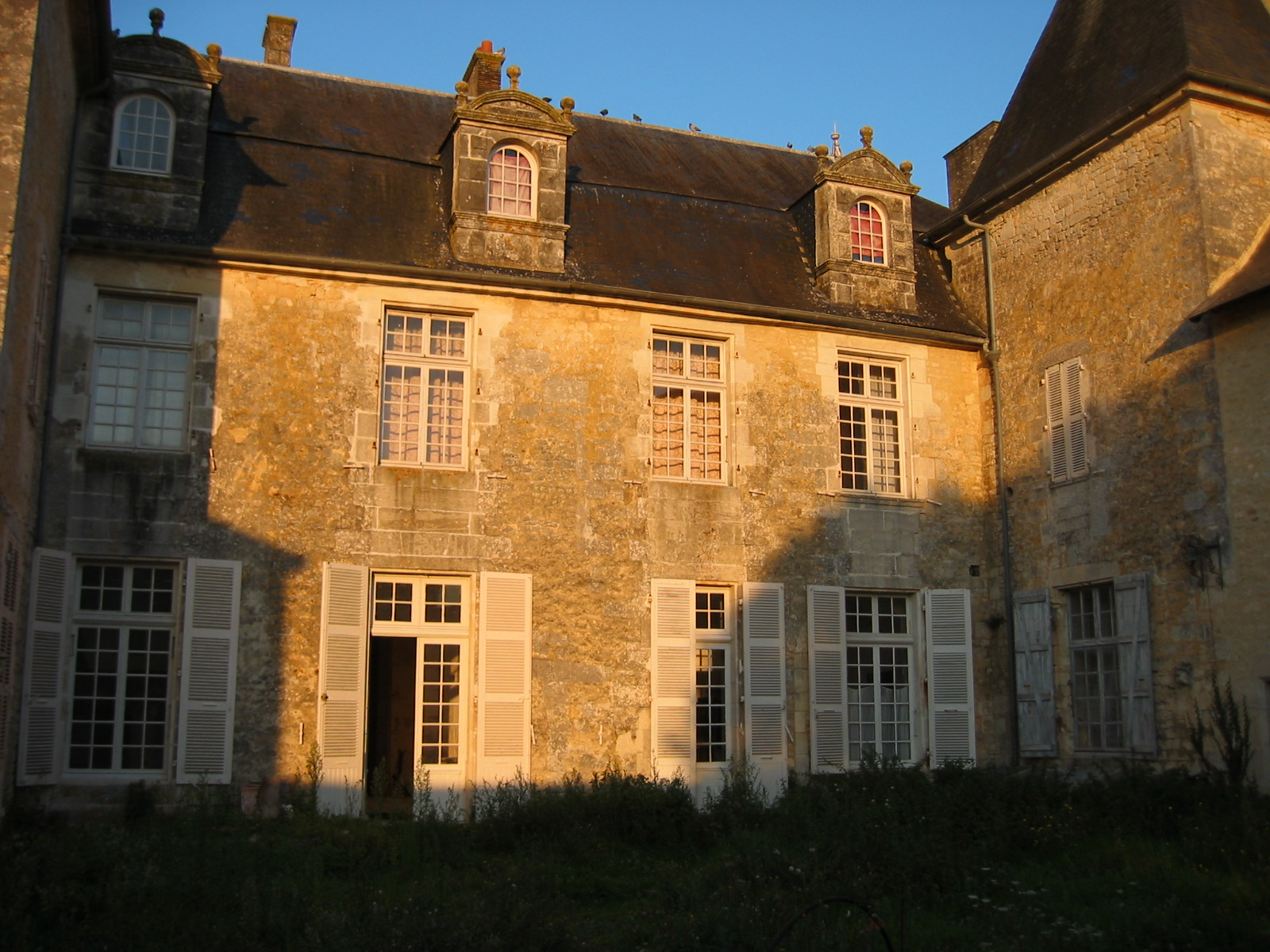
La cour du château de Bois-Charmant avant rénovation